# Canton du Russey
Le canton du Russey est une ancienne division administrative française, située dans le département du Doubs et la région Franche-Comté.

## Histoire
En 2009, le canton est passé de l'arrondissement de Montbéliard à celui de Pontarlier.

## Administration

### Conseillers généraux de 1833 à 2015
| Période | Période          | Identité                   | Étiquette                    | Qualité |
| ------- | ---------------- | -------------------------- | ---------------------------- | --- |
| 1833    | 1845             | Claude-Ignace-Victor Gabet |                              | Ancien sous-lieutenant militaire Grand'Combe-des-Bois                                                                           |
| 1845    | 1858             | Auguste Feuvrier           |                              | Notaire au Russey |
| 1858    | 1877 (décès)     | Victor-Joseph Bourquard    |                              | Notaire, maire du Russey |
| 1877    | 1899 (décès)     | Ferréol Philomène Deleule  | Droite                       | Notaire au Russey |
| 1899    | 1907             | Marie-Gustave Louvet       | Républicain Libéral          | Médecin à Dijon et au Russey |
| 1907    | 1919             | Charles Monnot             | Républicain Libéral          | Avocat à la Cour d'Appel de Paris                                                                                               |
| 1919    | 1940             | Charles Simonin            | Union Nationale Républicaine | Propriétaire au Russey Membre de la Commission administrative départementale (1940-1943) Nommé conseiller départemental en 1943 |
|         |                  |                            |                              | |
| 1945    | 1955             | Maurice Balanche           | RI                           | Maire de Noël-Cerneux |
| 1955    | 1967             | Louis Maillot              | RI puis UNR                  | Exploitant agricole, maire du Barboux (1935-1965) Sénateur (1957-1958) Député (1958-1968)                                       |
| 1967    | 1973             | M. Faivre-Pierret          | UDR                          | |
| 1973    | 1985             | Jacques Maillot            | DVD                          | Exploitant agricole, maire du Barboux                                                                                           |
| 1985    | 1992             | Jean-Claude Dupas          | DVD                          | Propriétaire aux Marchands, Le Russey                                                                                           |
| 1992    | 1998 (démission) | Jean-François Humbert      | UDF                          | Chargé de mission Sénateur (1998-2014) Président du Conseil Régional (1998-2004)                                                |
| 1999    | 2011             | Daniel Leroux              | UDF puis UMP                 | Maire de Mont-de-Laval jusqu'en 2008                                                                                            |
| 2011    | 2015             | Gilles Robert              | PS                           | Enseignant d'histoire-géographie Maire du Russey                                                                                |

### Conseillers d'arrondissement (de 1833 à 1940)
Le canton du Russey appartenait à l'arrondissement de Montbéliard.
| Période                                  | Période      | Identité                                    | Étiquette                    | Qualité |
| ---------------------------------------- | ------------ | ------------------------------------------- | ---------------------------- | --- |
| 1833                                     |              | Alexandre François Xavier Étevenard-Vallier |                              | Prêtre au Russey                                                                                            |
|                                          |              |                                             |                              | |
| 1848                                     |              | M. Ripert                                   |                              | |
|                                          |              |                                             |                              | |
| 1919                                     | 1940 (décès) | Maurice Girard (1876-1940)                  | Union nationale républicaine | Agriculteur, maire du Bélieu                                                                                |
| 1940                                     |              |                                             |                              | Les conseils d'arrondissement ont été suspendus par la loi du 12 octobre 1940 et n'ont jamais été réactivés |
| Les données manquantes sont à compléter. |              |                                             |                              | |

## Composition
Ce canton était composé des vingt-deux communes suivantes :
| Nom                     | Code Insee | Intercommunalité                | Superficie (km2) | Population (dernière pop. légale) | Densité (hab./km2) |
| ----------------------- | ---------- | ------------------------------- | ---------------- | --------------------------------- | ------------------ |
| Le Russey (chef-lieu)   | 25512      | CC du Plateau du Russey         | 24,17            | 2 256 (2014)                      | 93                 |
| Le Barboux              | 25042      | CC du Plateau du Russey         | 11,26            | 250 (2014)                        | 22                 |
| Le Bélieu               | 25050      | CC du Val de Morteau            | 10,72            | 401 (2014)                        | 37                 |
| Le Bizot                | 25062      | CC du Plateau du Russey         | 7,85             | 292 (2014)                        | 37                 |
| Bonnétage               | 25074      | CC du Plateau du Russey         | 17,71            | 872 (2014)                        | 49                 |
| La Bosse                | 25077      | CC du Plateau du Russey         | 5,13             | 75 (2014)                         | 15                 |
| Bretonvillers           | 25095      | CC du Pays de Sancey-Belleherbe | 13,66            | 275 (2014)                        | 20                 |
| Chamesey                | 25113      | CC du Pays de Sancey-Belleherbe | 6,42             | 124 (2014)                        | 19                 |
| La Chenalotte           | 25148      | CC du Plateau du Russey         | 4,88             | 464 (2014)                        | 95                 |
| Les Fontenelles         | 25248      | CC du Plateau du Russey         | 8,38             | 558 (2014)                        | 67                 |
| Grand'Combe-des-Bois    | 25286      | CC du Plateau du Russey         | 11,87            | 137 (2014)                        | 12                 |
| Laval-le-Prieuré        | 25329      | CC du Plateau du Russey         | 5,29             | 34 (2014)                         | 6,4                |
| Longevelle-lès-Russey   | 25344      | CC du Pays de Sancey-Belleherbe | 2,56             | 40 (2014)                         | 16                 |
| Le Luhier               | 25351      | CC du Plateau du Russey         | 5,21             | 202 (2014)                        | 39                 |
| Le Mémont               | 25373      | CC du Plateau du Russey         | 3,16             | 40 (2014)                         | 13                 |
| Montbéliardot           | 25389      | CC du Plateau du Russey         | 3,80             | 114 (2014)                        | 30                 |
| Mont-de-Laval           | 25391      | CC du Plateau du Russey         | 8,44             | 176 (2014)                        | 21                 |
| Narbief                 | 25421      | CC du Plateau du Russey         | 3,47             | 67 (2014)                         | 19                 |
| Noël-Cerneux            | 25425      | CC du Plateau du Russey         | 6,36             | 397 (2014)                        | 62                 |
| Plaimbois-du-Miroir     | 25456      | CC du Plateau du Russey         | 11,71            | 234 (2014)                        | 20                 |
| Rosureux                | 25504      | CC du Pays de Maîche            | 6,14             | 78 (2014)                         | 13                 |
| Saint-Julien-lès-Russey | 25522      | CC du Plateau du Russey         | 10,01            | 154 (2014)                        | 15                 |

## Démographie
| 1962  | 1968  | 1975  | 1982  | 1990  | 1999  | 2006  | 2011  | 2012  |
| ----- | ----- | ----- | ----- | ----- | ----- | ----- | ----- | ----- |
| 5 280 | 5 136 | 4 961 | 4 997 | 5 234 | 5 644 | 6 175 | 6 900 | 7 018 |